# Lars Ekeman
Lorentz (Lars) Allesson Ekeman, född 20 december 1790 i Malmö, död 20 mars 1828 i Stuttgart, var en svensk-tysk litograf.
Han var son till räntemästaren Alle Johan Möller och Maja Helena Lorentsdotter Bergh samt från 1827 gift med Rosina Fischer.
Ekeman kom troligen redan som 15-åring till Tyskland, där han växte upp nära Jena. Han arbetade först som jordbruksarbetare men efter Napoleonkrigen bestämde han sig för att utbilda sig till konstnär. Efter konststudier i Augsburg, München och Wien bosatte han sig i Stuttgart. Han utnämndes 1821 till professor och direktör för det nyinrättade institutet för litografi i Stuttgart. Han var huvudsakligen verksam som lärare och med reproduktionsarbeten. Omkring 1825 upptäckte han ett nytt och förbättrat tryckförfarande vid litografiframställningen. Hans tanke var att skriva en bok om denna teknik men på grund av hans död blev detta inte av. Hans konst består av några enstaka oljemålningar med djurstaffage samt en stor utgivning av jaktbilder, arkitekturbilder och reproduktioner efter nederländska landskapsmålningar i litografier. Han blev känd i Sverige på grund av en egendomlig förbindelse med den svenska grefvinnan som beskrivs i Personhistorisk tidskrift nummer 9, 1907.